# Аппій Клавдій Сабін Інрегіллен (консул 495 року до н. е.)
Аппій Клавдій Сабін Інрегіллен (540 до н. е. — після 480 до н. е.) — політичний, державний і військовий діяч ранньої Римської республіки, консул 495 до н. е.

## Життєпис
Народився у м. Регіллен. За походженням був сабінянином. Син Марка Клавза, визначного представника цього племені. Спочатку звався Атт Клавз.
Під час боротьби з Римом у 504 до н. е. виступав за укладання миру з цією республікою. Втім не був підтриманий, після чого почався конфлікт із іншими сабінськими родинами. Тоді Атт Клавз із 5 тисячами своїх родичів та клієнтів перебрався до Риму. Тут він отримав ранг патриція й став засновником давньоримського роду Клавдіїв. Клавз змінив своє ім'я на Аппій Клавдій, а його прихильники отримали землі за Анієном й утворили нову Клавдієву трибу. Аппій Клавдій став запеклим супротивником плебеїв, захищав інтереси патриціїв.
У 498 до н. е. виступив проти списання боргів, у 496 до н. е. став міським квестором, а 495 до н. е. його обрано консулом, разом з Публієм Сервілієм Пріском Структом. Під час безладдя, влаштованого боржниками, Клавдій виступав за жорсткі заходи проти них, не підтримав ідею м'якого ставлення з боку Сервілія. Після перемоги останнього над вольськами Аппій Клавдій наказав стратити 300 полонених і домігся того, що Сервілію не було надано тріумф. Відновив закабалення боржників, яке Сервілій під час війни з вольськами скасував. Після цього Клавдій виступав за жорсткі заходи проти боржників, внаслідок чого було зірвано призов до армії.
У 494 до н. е. у зв'язку з ухиленням плебеїв від призову Клавдій запропонував призначити диктатора, що сенат й ухвалив. Усе це викликало перший відхід плебеїв на Священну гору. Втім, Аппій Клавдій все ж виступив проти найменших поступок. Під час заколоту Гая Марція Коріолана виступив проти народного суду над ним.
Також Аппій Клавдій виступав проти аграрних законів на користь плебеїв, які пропонували Спурій Кассій у 486 до н. е., та Тиберій Понтифіцій у 480 до н. е. Запропонував перетягнути на свій бік частину народних трибунів, щоб не допустити прийняття цих законів.
Після 480 до н. е. згадок про подальшу долю Аппія Клавдія Сабіна Інрегіллена немає.

## Родина
- Аппій Клавдій Красс Інрегіллен Сабін.
- Гай Клавдій Сабін Регіллен.